# Špunti na vodě
Špunti na vodě je česká filmová komedie režiséra Jiřího Chlumského z roku 2017. Snímek byl inspirován filmem Marie Poledňákové S tebou mě baví svět.

## Děj
Václav a Láďa plánují výročí své svatby. Mezi jejich hosty patří synové David a Igor se svými manželkami. Pozvaný je i synovec Ondřej s přítelkyní Zlaticí, kteří se vrací z Ameriky. David, Igor a Ondřej plánují oslavit výročí jízdou po řece na kánoích. Manželky s tím ale nesouhlasí. Oslava se zvrhne v katastrofu. Manželky svolí, že mohou jet na vodu, ale musí vzít i děti. Muži na to musí přistoupit.

## Obsazení
- Hynek Čermák jako David
- Jiří Langmajer jako Igor
- Pavel Liška jako Ondřej
- Anna Polívková jako Davidova žena Alice
- Tatiana Dyková jako Igorova žena Nela
- Jana Kvantíková jako Zlatica
- Filip Antonio jako Kuba
- Antonín Holoubek jako Vojta
- Viktor Antonio jako Matěj
- Karolína Morschlová jako Karolínka
- Karolina Kočí jako Klára
- Nelly Řehořová jako Bára
- Kateřina Coufalová jako Eliška
- Karel Jirák jako Alex
- Filip Březina jako Tomáš
- Ján Jackuliak jako Laco

## Volby do českého parlamentu 2017
Občanská demokratická strana použila film během své kampaně před parlamentními volbami v roce 2017. Strana uspořádala projekce v 90 obcích po celé České republice, aby přilákala voliče na své mítinky. První projekce se uskutečnila 13. srpna 2017 v Mělníku.